# Balistica

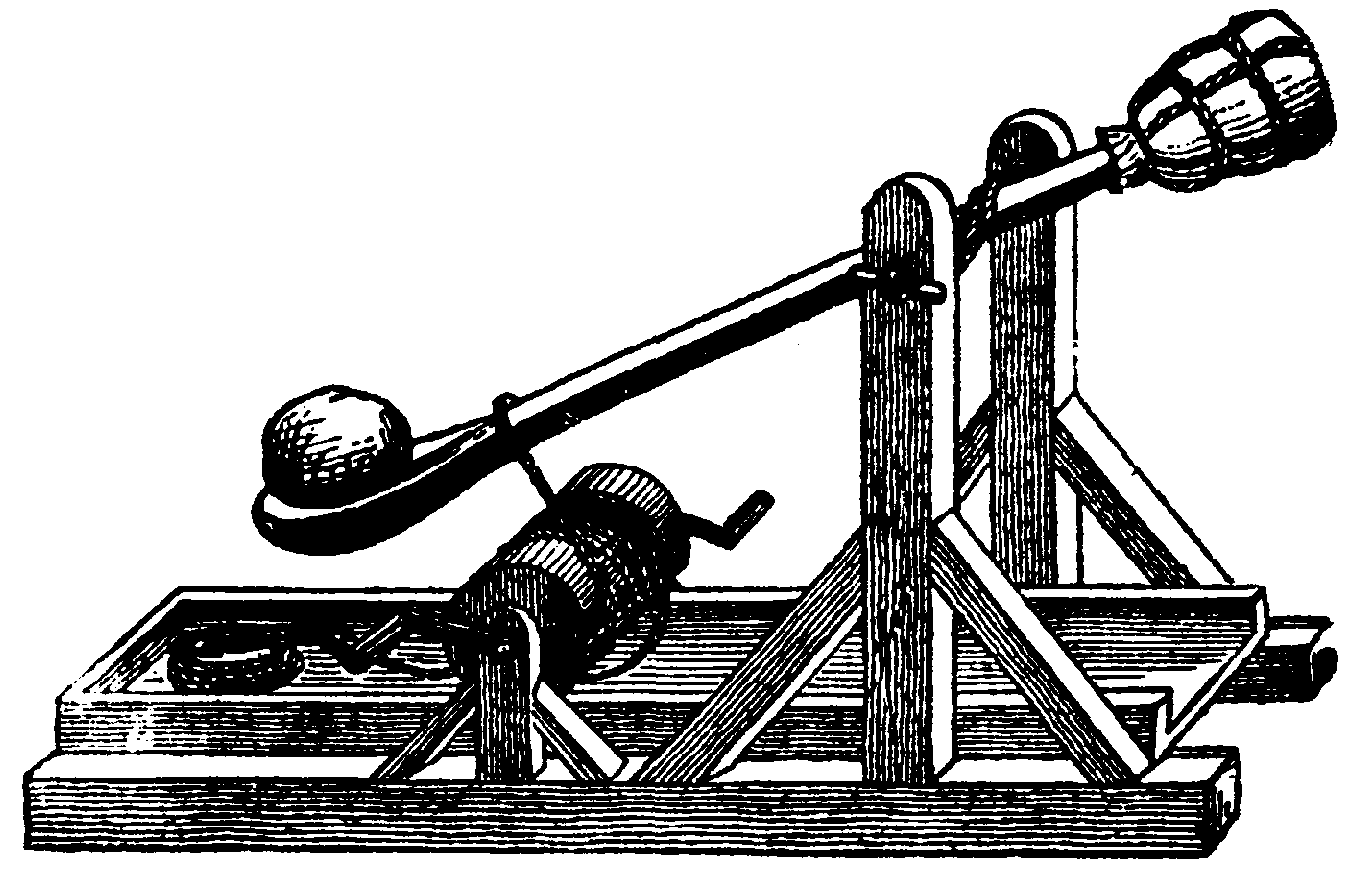
Disegno di un modello di catapulta.

La balistica (dal greco βάλλω ballō, "lanciare") è il ramo della fisica meccanica che studia il moto di un proiettile, inteso come un corpo inerte sottoposto alla forza di gravità e all'attrito viscoso del mezzo fisico di propagazione.
Il proiettile possiede una velocità iniziale poiché gli è stata impressa una forza di tipo impulsivo e non ha alcun tipo di propulsione artificiale (cioè non dovuta a forze naturali) che persista nel tempo. Procede quindi solo per inerzia e per l'influenza di forze naturali (gravità, attrito, venti).
Il moto di corpi sottoposti ad una forza continuativa (escluse gravità, attrito e altre forze naturali) non è oggetto di studio della balistica, bensì della cinematica e della dinamica. Ne sono un esempio i missili dotati di motore a razzo, il cui moto è oggetto di studio della cinematica e della dinamica fintanto che il motore è in funzione e diventa oggetto di studio della balistica vera e propria allorché il motore smette di funzionare.

## Branche
La balistica è così importante per lo studio del moto dei proiettili sparati dalle armi da fuoco che quest'ultimo è diventato lo stimolo principale che ha portato allo sviluppo di questa scienza. La balistica si è poi differenziata in varie branche di studio che mantengono il prefisso "balistica" in quanto correlate alle armi da fuoco ed ai suoi proiettili, anche se a volte l'uso di questo prefisso è improprio dal punto di vista etimologico e non sempre è legato a studi prettamente di fisica.
La balistica ora si divide in cinque branche:
- Balistica interna: studia il comportamento della pallottola quando essa si trova ancora all'interno della bocca da fuoco, sottoposta alle forze generate dall'accensione della carica di lancio.
- Balistica intermedia: studia il moto del proietto nelle immediate vicinanze del vivo di volata. Essa consiste nello studio dei fenomeni intermedi tra balistica interna ed esterna.
- Balistica esterna: studia il moto del proiettile dopo che è stato sparato o lanciato. Questa è la balistica vera e propria, secondo la sua definizione.
- Balistica terminale: studia la reazione di un corpo che entra in contatto con il proiettile.
- Balistica forense: è la disciplina che comprende le attività peritali attinenti alle armi da fuoco relative alle indagini penali che riguardano azioni compiute con le armi da fuoco stesse.

## Balistica interna

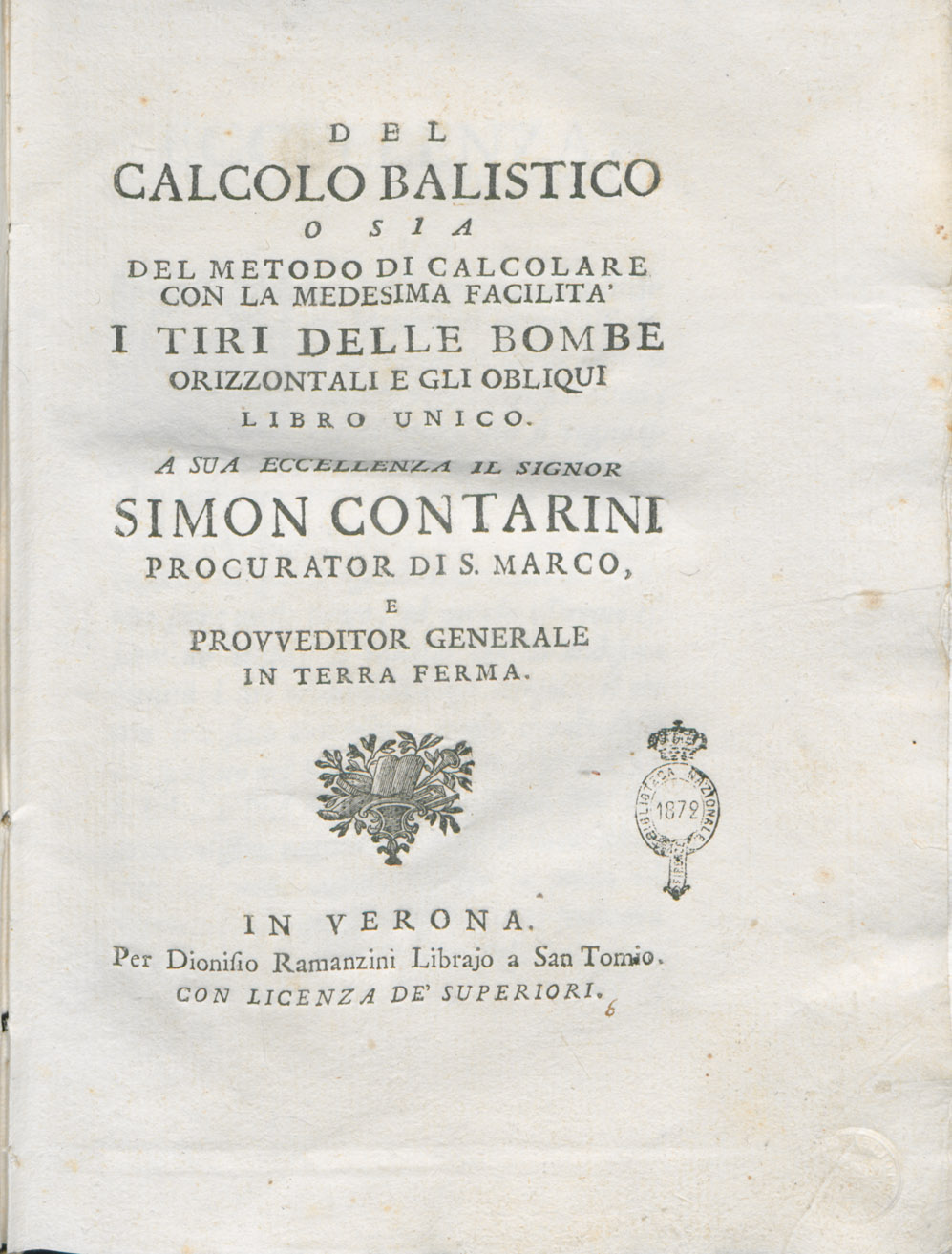
Gaetano Marzagaglia, Del calcolo balistico, 1748

Sicuramente la balistica interna come disciplina scientifica è nata dopo la balistica esterna: se infatti quest'ultima fa riferimento esclusivamente ai principi della meccanica, perché trattasi del comportamento di una massa, quella del "proietto", nel campo gravitazionale (in presenza di fenomeni non semplici quali la resistenza del mezzo e l'effetto giroscopico) la balistica interna si incentra sullo studio della combustione della carica di lancio, sul conseguente andamento pressorio all'interno della "canna" dell'arma da fuoco e sugli effetti indotti che molto spesso, al di là del pregiudizio circa il risultato del tiro, mettono in discussione l'incolumità del tiratore. L'esistenza dei diversi Banchi di Prova nazionali delle Armi da Fuoco (particolarmente famoso quello italiano) dimostra della necessità di doverle assoggettare a prove particolari, che ne riguardano il comportamento "interno" e che presuppongono, ad avvenuto superamento, apposita marchiatura.
Più che a Galileo e alle sue leggi, la balistica interna fa riferimento alla chimica e alla termodinamica: per questo è senz'altro disciplina recente. Si aggiunga che i fenomeni accennati si svolgono in regimi transitori di durata brevissima, che complicano notevolmente la possibilità di misure e di rilievi. Comunque, volendo semplificare il quadro, lo scopo fondamentale della balistica interna è il rilievo o comunque la previsione dell'andamento pressorio all'interno della canna. Il suddetto rilievo risulta di particolare importanza nelle armi dove la ripetizione del colpo avviene per effetto dell'"automatismo" innescato dal colpo precedente. In effetti, se per effetto di tale automatismo l'otturatore arretrasse prima che la pressione residua nella canna dovuta al colpo sparato fosse scesa a valori accettabili, ci sarebbero rischi per l'incolumità del tiratore che sarebbe investito dal "dardo" pressorio ad alta temperatura che si sprigionerebbe dalla culatta. Gli elementi che concorrono al comportamento balistico interno di un sistema sono: il tipo di carica di lancio (polvere da sparo), il suo innesco e la sua quantità, le condizioni al contorno di umidità e pressione atmosferica, l'inerzia del proiettile, il modo come esso impegna la rigatura, l'attrito ecc.
In linea di principio, si può affermare che quanto maggiore è "la difficoltà" del proiettile ad uscire dalla canna, tanto maggiore e più pericolosa sarà la pressione al suo interno. Si ricorre in questo caso alle polveri da sparo cosiddette "progressive", caratterizzate da combustioni più lunghe e incrementi pressori più graduali, in contrapposizione alle polveri cosiddette "vivaci". La situazione è analoga a quanto succede nella camera di combustione di un motore alternativo: il pistone è il proiettile, la miscela è la carica di lancio, la candela è l'innesco. Il monitoraggio del fenomeno è costituito dal relativo diagramma pressorio, altrimenti noto come diagramma "indicato", il cui rilievo permette di giudicare circa la bontà tecnica di quanto vi avviene.
Anche nel caso di un motore ad accensione comandata la combustione della miscela deve avvenire in modo graduale: donde l'estrema improprietà della dizione di "motore a scoppio". Quando la miscela scoppia, il motore si comporta male, perché batte in testa: la liberazione di energia è così repentina e violenta che il pistone non riesce a tenerle dietro per trasformarla in lavoro: per cui essa si dissipa in forma di onde di pressione di picco elevato che danneggiano il motore perché rompono il velo protettivo del lubrificante e creano dei punti caldi che portano all'anarchia assoluta delle combustioni successive.
Da qui il fatto che le polveri da sparo moderne sono diverse dagli esplosivi anche se ne hanno in comune l'origine: esse devono moderare la liberazione dell'energia: se l'energia fosse liberata in modo dirompente si arriverebbe allo scoppio della canna. Quindi le polveri da sparo moderne rappresentano un compromesso tra l'azione esplosiva della nitroglicerina e quella ritardante della cellulosa: donde appunto la diffusione delle polveri cosiddette a doppia base, nitroglicerina e nitrocellulosa, che consentono di ottenere questo compromesso.

## Balistica esterna
Per comprendere la tematica della balistica esterna e in un certo senso la sua necessità scientifica conviene partire dal problema elementare: il comportamento di una massa "lanciata" (in greco "ballo" significa lanciare, donde balistica) con una certa velocità iniziale, indipendentemente dal modo come questo lancio è ottenuto: con una catapulta, con una balestra o la deflagrazione di una carica nella canna di un'arma da fuoco.
Sappiamo che se non ci fossero la gravità e altre forze, la massa continuerebbe a percorrere in modo rettilineo e a velocità costante la traiettoria impressa dal lancio, secondo quanto asserito dal primo principio della dinamica. Se trascuriamo tutte le altre forze e ammettiamo che esista soltanto la gravità, il problema si approccia molto semplicemente considerando che la velocità iniziale si scompone in due componenti, di cui una orizzontale costante e l'altra verticale uniformemente decelerata per effetto della gravità. Nel punto più alto della traiettoria la componente verticale è nulla e la corrispondente parte di energia cinetica iniziale è tutta trasformata in energia potenziale gravitazionale. La traiettoria è una parabola indipendente dalla massa.
Si considera poi la resistenza dell'aria. Questa è una forza che, per effetto dell'irregolarità della forma del proiettile, non passa esattamente per il suo baricentro dove è applicata la forza di gravità. Ne consegue la nascita di una coppia che tende a far ruotare il proiettile, con evidente imprecisione del tiro. Per evitare questo problema si imprime al proiettile un moto rotatorio intorno al proprio asse principale tramite la rigatura della canna. Per il principio dell'effetto giroscopico il proiettile, non ruota più nel piano verticale, ma tende a derivare, ossia a deviare dal piano della parabola teorica del tiro, con un errore chiamato errore di deriva. È possibile correggere questo errore coi congegni di puntamento e di mira.